# بخش ریچلند (شهرستان آلن، اوهایو)
بخش ریچلند (به انگلیسی: Richland Township) یک منطقهٔ مسکونی در ایالات متحده آمریکا است که در شهرستان آلن، اوهایو واقع شده‌است.
 بخش ریچلند ۱۰۸٫۶ کیلومتر مربع مساحت و ۶٬۲۸۹ نفر جمعیت دارد و ۲۵۲ متر بالاتر از سطح دریا واقع شده‌است.